# NGC 6352
NGC 6352 (aussi connu sous la désignation Caldwell 81) est un amas globulaire situé dans la constellation de l'Autel à environ 18 250 a.l. (5,6 kpc) du Soleil et à 10 750 a.l. (3,3 kpc) du centre de la Voie lactée. Il a été découvert par l'astronome écossais James Dunlop en 1826.

## Caractéristiques
Selon la base de données Simbad, la vitesse radiale héliocentrique de cet amas est égale à (−125,63 ± 1,01) km/s. William W. Harris indique une valeur similaire, soit (−137 ± 1,1) km/s. Selon Forbes et Bridges, sa métallicité est estimée à −0,70 [Fe/H] et son âge d'environ 12,67 milliards d'années.
Quatre valeurs de la métallicité comprises entre -0,50 et -0,80 sont indiquées sur Simbad. La valeur indiquée par Harris est de -0,64. Une métallicité comprise entre -0,50 et -0,80 signifie que la concentration en fer de NGC 6316 est comprise entre 16 % et 32 % de celle du Soleil. Après le Big Bang, l'Univers étant surtout composé d'hydrogène et d'hélium, la métallicité était pratiquement nulle. L'univers s'est progressivement enrichi en métaux (éléments plus lourds que l'hélium) grâce à la synthèse de ceux-ci dans le cœur des étoiles. La métallicité des amas du halo de la Voie lactée varie d'un centième à un dixième de la métallicité solaire, ce qui signifie que ces amas se décomposent en deux sous-groupes, les relativement jeunes et les vieux. Selon sa métallicité, NGC 6352 serait donc un amas relativement jeune et riche en métaux, âgé de 12,7 milliards d'années.

## Galerie

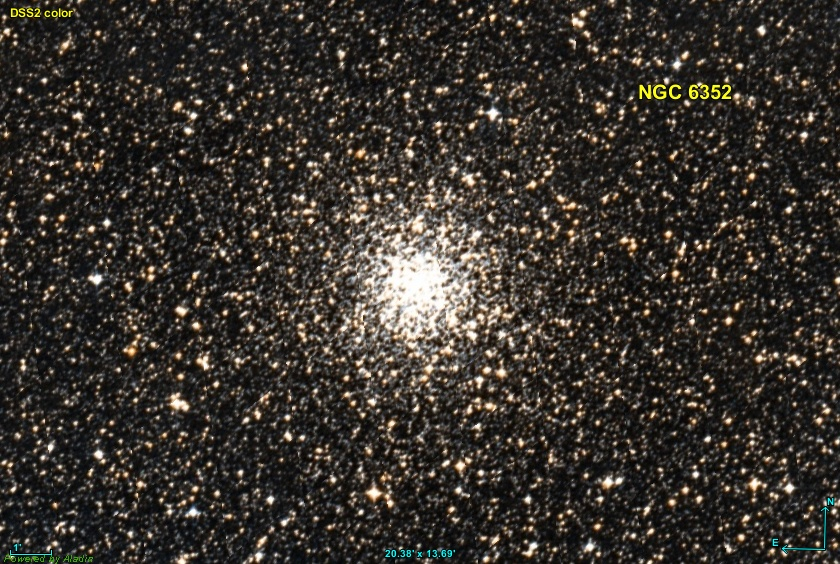
NGC 6352 en lumière visible par le relevé DSS.
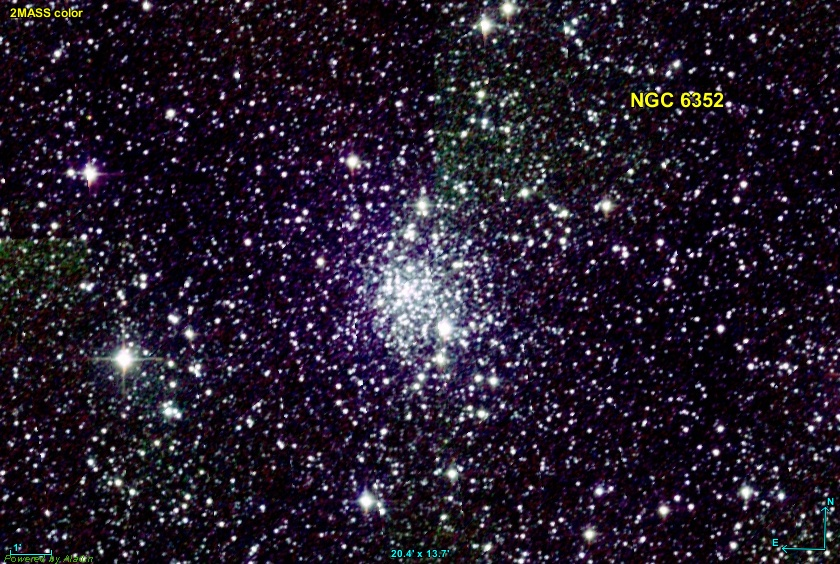
NGC 6352 en infrarouge par le relevé 2MASS.
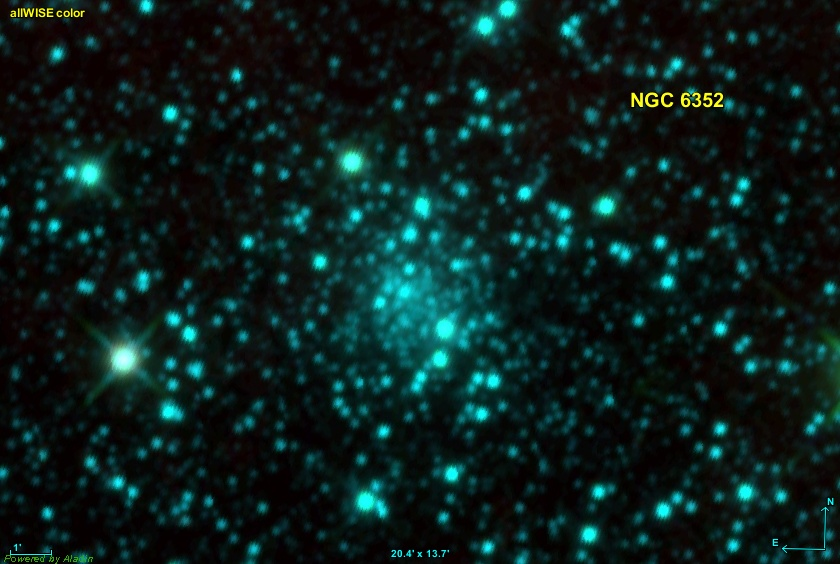
Autre image de NGC 6352 par le télescope spatial WISE.